# Viva! (Luciano Ligabue)
Viva! è un singolo di Luciano Ligabue, il terzo estratto dall'album Buon compleanno Elvis del 1995.

## Il disco
Pubblicato su CD singolo, in Italia come disco promozionale con un solo brano, in Germania abbinato a Hai un momento, Dio? insieme alla reinterpretazione inedita dal vivo di You Can't Always Get What You Want (1969) dei Rolling Stones.
Ballata, il cui testo è una dichiarazione d'affetto dedicata alla moglie (da cui in seguito il cantautore si sarebbe separato).
Musicalmente il brano, che inizia lentamente per andare via via in crescendo, contiene anche due assoli di chitarra.

## Il video musicale
Diretto da Giuseppe Capotondi.
- Videoclip ufficiale, su YouTube. URL consultato il 4 gennaio 2015.

Originariamente disponibile sulla doppia cassetta VHS Ligabue a San Siro: il meglio del concerto del 1997, è stato inserito nei DVD Primo tempo del 2007 e Videoclip Collection del 2012, quest'ultimo distribuito solo nelle edicole.

## Tracce
Versione italiana (CD singolo promozionale)
1. Viva! – 3:38 (Luciano Ligabue)

Versione tedesca
1. Viva! (Luciano Ligabue)
2. Hai un momento, Dio? (Luciano Ligabue)
3. You Can't Always Get What You Want (live) (Mick Jagger, Keith Richards)

## Formazione
- Luciano Ligabue - voce, chitarra acustica

### La Banda
- Federico Poggipollini - chitarra
- Mel Previte - chitarra
- Antonio Righetti - basso
- Roberto Pellati - batteria

### Altri musicisti
- Candelo Cabezas - percussioni
- Pippo Guarnera - organo Hammond